# Stereotipo dell'anguria

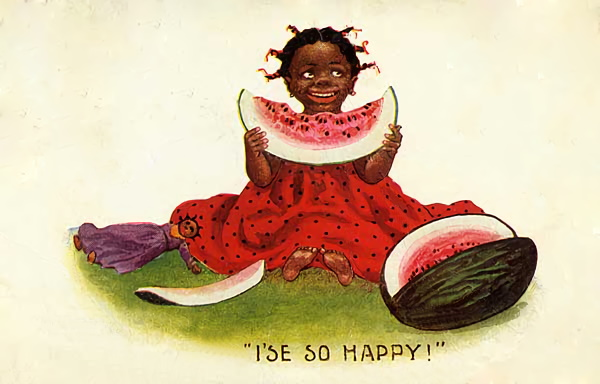
Cartolina ritraente una bambina che mangia un'anguria esclamando: «I'se so happy» (Sono così felice!)

Lo stereotipo dell'anguria è uno stereotipo razzista secondo il quale gli afroamericani avrebbero un appetito insolitamente grande per le angurie.

## Storia
Lo stereotipo secondo cui gli afroamericani sono eccessivamente golosi di anguria è emerso per una specifica ragione storica e ha servito uno specifico scopo politico. [...] Questo tropo razzista è poi esploso nella cultura popolare americana, diventando così pervasivo che la sua origine storica è diventata oscura. [...] I bianchi hanno usato lo stereotipo per denigrare i neri, per prendere qualcosa che stavano usando per promuovere la propria libertà e renderlo un oggetto di ridicolo.
—William Black, The Atlantic, 8 dicembre 2014.

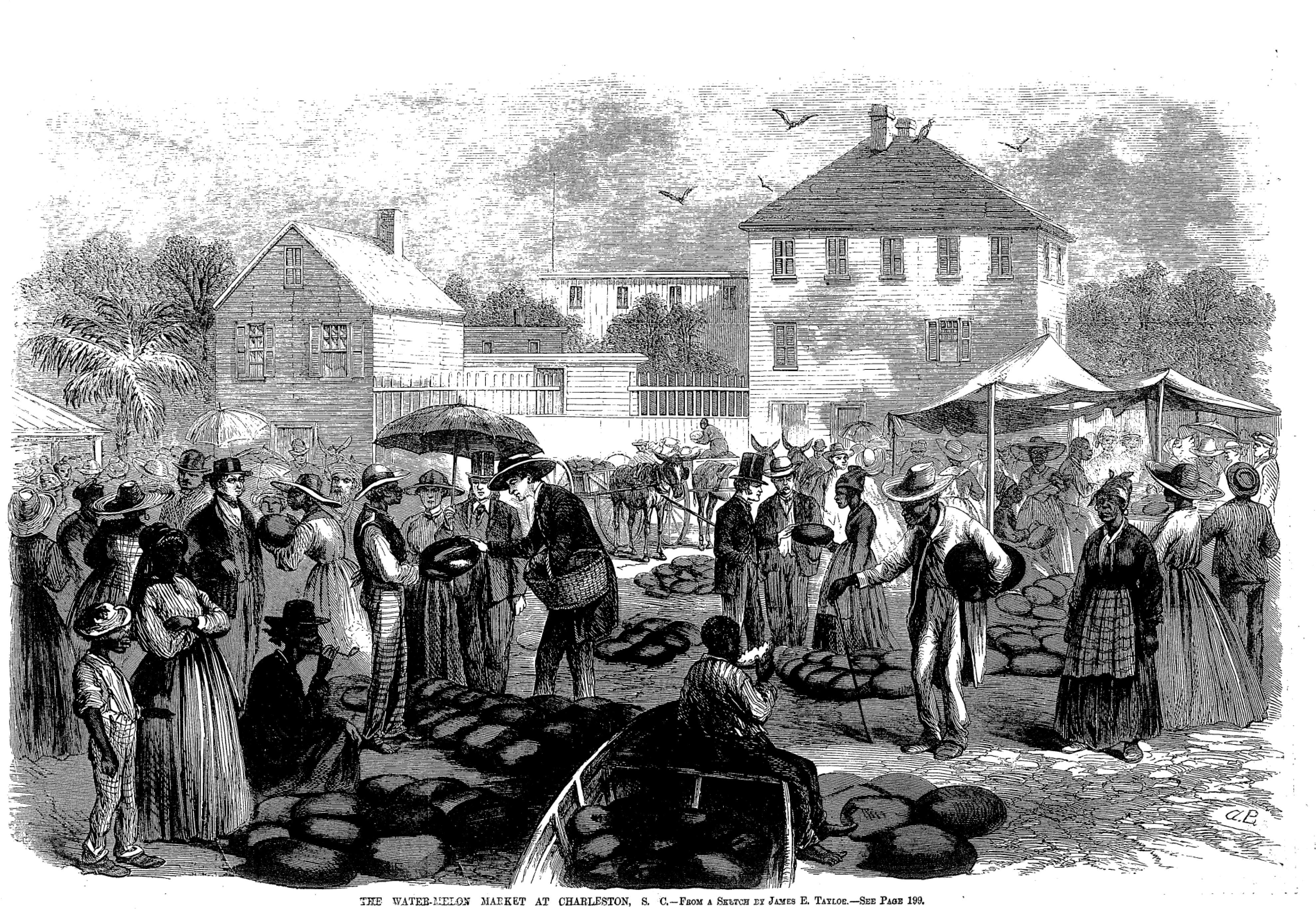
Quella che si ritiene essere la prima illustrazione dello stereotipo dell'anguria, nel giornale illustrato di Frank Leslie

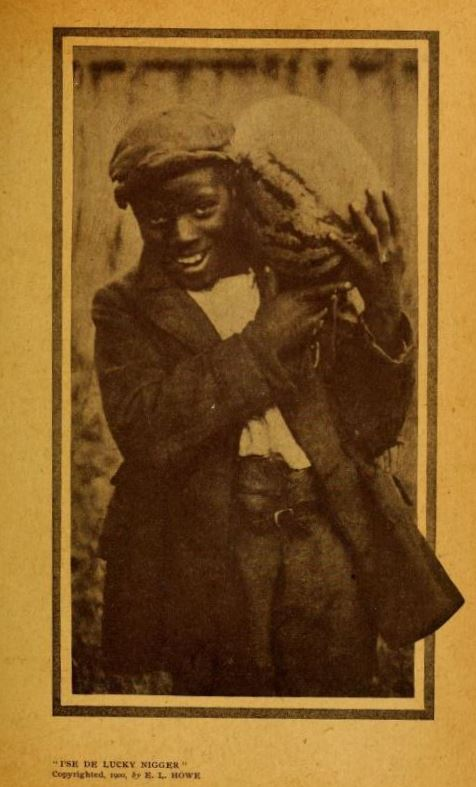
Fotografia di un giovane afroamericano che trasporta un'anguria apparsa nel numero dell'ottobre 1901 di Camera Craft

Si ritiene che la prima caricatura pubblicata di neri che si gustano con evidente piacere l'anguria sia apparsa nell'Illustrated Newspaper di Frank Leslie nel 1869. I difensori della schiavitù usavano il frutto per dipingere gli afroamericani come un popolo semplice a cui bastava dell'anguria e un po' di riposo per essere felici. La passione degli schiavi per l'anguria era inoltre vista dai bianchi del sud (gli schiavisti) come un segno della propria benevolenza e generosità verso gli schiavi neri. Lo stereotipo era perpetuato nei Minstrel show, che spesso descrivevano gli afroamericani come ignoranti e pigri, dediti al canto e alla danza e, appunto, smisuratamente appassionati di anguria.
Per diversi decenni, dalla fine del diciannovesimo secolo fino alla metà del ventesimo secolo, lo stereotipo è stato promosso attraverso caricature in stampa, film, sculture e musica, ed era un tema decorativo molto comune per i prodotti per la casa. Anche più recentemente, ad esempio durante la campagna presidenziale di Barack Obama del 2008 e le sue successive amministrazioni, le immagini dell'anguria sono state utilizzate a scopo denigratorio dai suoi detrattori.

## Nella cultura popolare

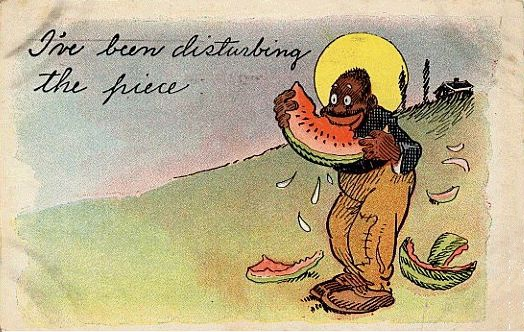
Coon card del 1910

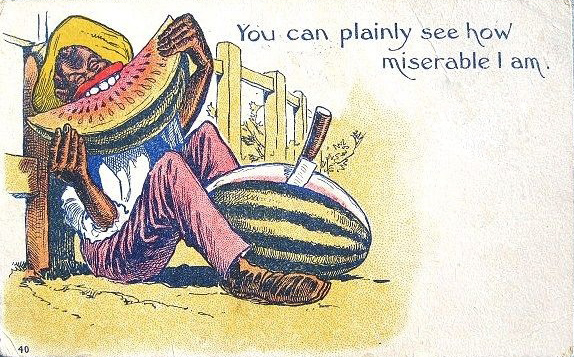
Coon card del 1911

Il legame tra afroamericani e angurie potrebbe essere stato promosso in parte dai menestrelli afroamericani che cantavano canzoni popolari come The Watermelon Song e Oh, Dat Watermelon nei loro spettacoli, e che furono stampate nel 1870. La Fiera Colombiana di Chicago del 1893 prevedeva di includere una Colored People's Day (Giornata per le persone di colore) con intrattenitori afroamericani e angurie gratuite per i visitatori afroamericani, che gli organizzatori dell'esposizione speravano di attirare. Fu un flop, poiché la comunità afroamericana della città boicottò l'esposizione, insieme a molti degli artisti prenotati per partecipare al Colored People's Day.

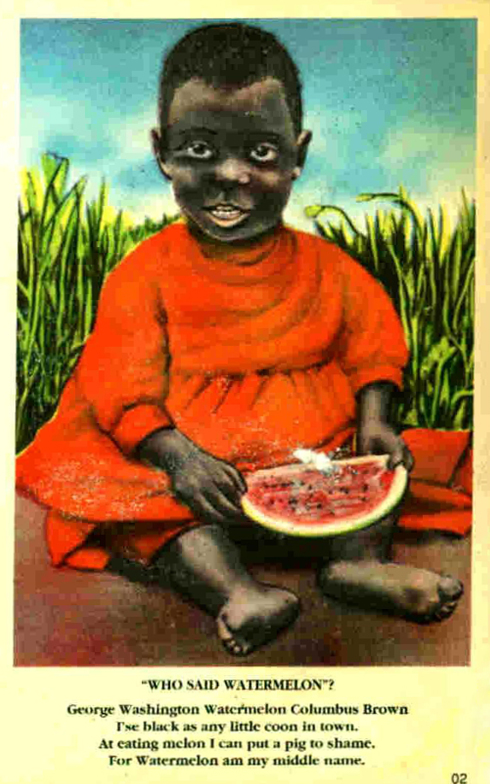
Coon card con la poesia Who Said Watermelon? (Chi ha detto anguria?)

Alla fine del XIX secolo, furono per breve tempo popolari le così dette "watermelon pictures": erano caricature cinematografiche della vita afroamericana che mostravano attività apparentemente tipiche come mangiare angurie, ballare il cakewalk e rubare polli, con titoli come The Watermelon Contest (1896), Dancing Darkies (1896), Watermelon Feast (1896) e Who Said Watermelon? (1900, 1902). I personaggi afro-americani in questi film erano interpretati da attori neri, ma dal 1903 in poi furono sostituiti da attori bianchi che si esibivano in blackface. Molti dei film raffiguravano gli afroamericani come aventi un appetito praticamente incontrollabile per i cocomeri; per esempio, The Watermelon Contest e Watermelon Feast includono scene di uomini afroamericani che consumano i frutti a una velocità tale da sputare in giro poltiglia e semi. L'autore Novotny Lawrence suggerisce che tali scene avessero un sottotesto nel rappresentare la sessualità maschile nera, per cui gli uomini neri "amano e desiderano il frutto nello stesso modo in cui amano il sesso [...] In breve, i maschi neri hanno un "appetito" di anguria e cercano continuamente di dimostrare "chi può mangiarne di più" con la forza di questo "appetito'" rappresentato da maschi neri che divorano incontrollabilmente angurie".

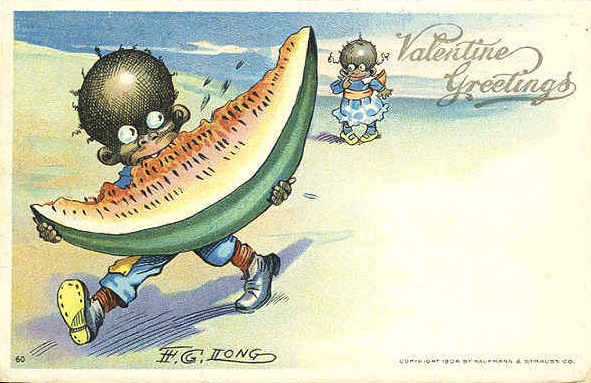
Coon card del 1904

Le cartoline dei primi anni del 1900 spesso raffiguravano gli afroamericani come creature animalesche "felici di non fare altro che mangiare anguria", in un tentativo dei bianchi di disumanizzarli. Altre "coon card", come erano comunemente conosciute (coon è una parola offensiva usata per riferirsi alle persone di colore), raffiguravano afroamericani intenti a rubare, litigare e trasformarsi in angurie. Una poesia dei primi anni del 1900 (nella foto a destra) recita:
George Washington Watermelon Columbus Brown
I'se black as any little coon in town                               (Sono nero come qualsiasi negro in città)
At eating melon I can put a pig to sham                        (A mangiare il melone posso far vergognare un maiale)
For Watermelon am my middle name                            (Perché Cocomero è il mio secondo nome)
Nel marzo 1916, Harry C. Browne registrò una canzone intitolata Nigger Love a Watermelon Ha!, Ha! Ha!, sulle note della popolare canzone popolare Turkey in the Straw. Canzoni simili erano popolari in quel periodo e molte usavano lo stereotipo dell'anguria. La sceneggiatura di Via col vento (1939) conteneva originariamente una scena in cui la schiava di Rossella O'Hara, Prissy, interpretata da Butterfly McQueen, mangia un'anguria, ma l'attrice si rifiutò di recitarla. L'uso di questo stereotipo iniziò a scemare intorno agli anni '50 ed era per lo più svanito nel 1970, sebbene il suo continuo potere come stereotipo potesse ancora essere rintracciato in film come Watermelon Man (1970), The Watermelon Woman (1996) e Bamboozled (2000). Le angurie hanno anche fornito un tema per molti scherzi razziali comuni negli anni 2000.
I manifestanti contro gli afroamericani spesso, tra le altre cose, sorreggono angurie; le immagini razziste del presidente Barack Obama che consuma angurie sono state oggetto di e-mail virali diffuse dai suoi oppositori politici, e hanno continuato ad essere create e diffuse anche dopo la sua elezione. Nel febbraio 2009, il sindaco di Los Alamitos Dean Grose ha rassegnato temporaneamente le sue dimissioni dopo aver inoltrato alla Casa Bianca un'e-mail ritenuta razzista: il messaggio mostrava un'immagine del giardino della Casa Bianca coltivato a cocomeri. Grose ha tuttavia affermato di non essere a conoscenza dello stereotipo dell'anguria. Una statua di Obama con in mano un'anguria in Kentucky ha suscitato critiche; il proprietario della statua sosteneva che l'anguria era lì perché "[la statua] potrebbe avere fame stando qui fuori". Il 1º ottobre 2014, il Boston Herald ha pubblicato una vignetta editoriale di Jerry Holbert raffigurante un intruso che chiedeva se Obama avesse provato un dentifricio al gusto di anguria, suscitando molte controversie.

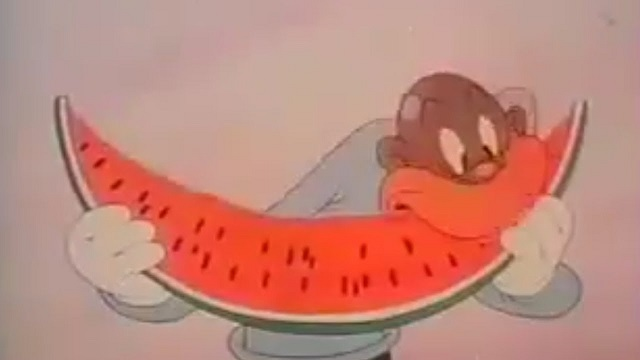
Un personaggio del cartone animato Scrub Me Mama with a Boogie Beat (1940) intento a mangiare voracemente dell'anguria

Alla cerimonia dei National Book Awards nel novembre 2014, l'autore Daniel Handler fece un'osservazione controversa dopo la premiazione dell'autrice di colore Jacqueline Woodson. Woodson, in quella sede, vinse il premio per il romanzo Brown Girl Dreaming e durante la cerimonia, Handler fece notare con intento scherzoso che Woodson fosse allergica all'anguria, un riferimento allo stereotipo razzista. I suoi commenti furono immediatamente criticati e l'autore si scusò tramite Twitter, donando tra l'altro 10.000 dollari all'organizzazione We Need Diverse Books e promettendo di far arrivare le donazioni fino a 100 mila. In un editoriale del New York Times pubblicato poco dopo il fatto, intitolato The Pain of the Watermelon Joke, Jacqueline Woodson ha sottolineato la necessità di dare alle persone un senso concreto della storia a tratti brutale dell'America così che il doloroso passato degli afroamericani non venisse più deriso pubblicamente con così tanta leggerezza.
Il 7 gennaio 2016, il fumettista australiano Chris Roy Taylor ha pubblicato una vignetta satirica sul giocatore di cricket giamaicano Chris Gayle con un'anguria intera in bocca: Gayle era stato criticato dai media per aver fatto commenti controversi e allusivi nei confronti di un'intervistatrice durante una trasmissione in diretta, e nella vignetta di Taylor veniva mostrato un funzionario del Cricket Australia che chiedeva a un ragazzo se poteva "prendere in prestito" l'anguria, così Gayle non sarebbe stato in grado di parlare. Un paio di giorni prima, il video di un ragazzo che mangiava un'anguria intera, con tanto di buccia, sugli spalti di una partita di cricket era diventato virale. Taylor ha detto di non essere a conoscenza dello stereotipo ma ha comunque rimosso la vignetta.
In Missione sicurezza, un episodio della serie televisiva americana The Office, Michael Scott (Steve Carell) lancia un'anguria dal tetto dell'ufficio su un trampolino, e questa rimbalza colpendo un'auto. Michael crede che l'auto appartenga a Stanley Hudson (Leslie David Baker), che è afroamericano quindi, temendo che Stanley lo giudichi razzista, chiede a Dwight Schrute (Rainn Wilson): "Disattiva l'allarme dell'auto, ripulisci il casino, scopri di chi è l'auto. Se è quella di Stanley, chiama gli uffici di James P. Albini. Scopri se si occupano di crimini d'odio".
Il 22 ottobre 2017, lo spettacolo mattutino Fox & Friends su Fox News Channel vestì un ragazzo ispanico, scambiato poi per afroamericano da molti dei media mainstream, con un costume di Halloween a forma di anguria, attirando l'ira sui social media. Nel 2019, il videogioco Crash Team Racing Nitro-Fueled presentava una skin alternativa per il personaggio di Tawna, chiamata "Watermelon Tawna", caratterizzata da pelliccia e capelli più scuri e una maglietta a tema anguria. Poco dopo l'introduzione della skin, e dopo alcune discussioni sui social media, è stata distribuita una patch che ha ribattezzato la skin "Summertime Tawna".